# Айфер Тунч
Айфер Тунч (тур. Ayfer Tunç, нар. 1964, Адапазарі) — сучасна турецька письменниця.

## Біографія
Закінчила факультет політичних наук Стамбульського університету. Під час навчання в університеті писала багато статей для різних журналів про літературу, культуру та мистецтво. 1989 року брала участь у конкурсі коротких оповідань Юнуса Наді, організованому щоденною газетою «Джумхурієт», де її новела «Саклі» («Прихований») посіла перше місце. З 1999 до 2004 року працювала головною редакторкою видавництва «Yapı Kredi». 2001 року вийшла друком її книга «Мої батьки відвідають вас, якщо ви не зайняті — наше життя в 70-і») . 2003 року ця ж книга здобула Міжнародну премію «Балканіка», яку спільно проводять сім балканських країн, і отримала право перекладу на шість балканських мов. Крім того, книга вийшла арабською мовою в Сирії та Лівані. Айфер Тунч також написала сценарій «Хмара в небі», заснований на новелах Саїта Фаїка Абасияника, який  2003 року зняла і транслювала телекомпанія ТРТ.

## Праці

### Романи
- Дівчина з обкладинки (роман) 1992

### Короткі історії
- Прихований (повість) 1989
- Друзі з печери (історія) 1996
- Феномен Азіз-бея (історія) 2000, перекладений англійською мовою як «Інцидент з Азіз-беєм», виданий Istros Books, Лондон 2013.
- Камінь-папір-ножиці (оповідання) 2003
- Готель (історія) 2006

### Інші праці
- Двостороння сексуальність (дослідження) 1994
- Мої батьки відвідають вас, якщо ви не зайняті (життя) 2001 року
- «Це вони називають життям» (життя) 2007 року